# Реле часу

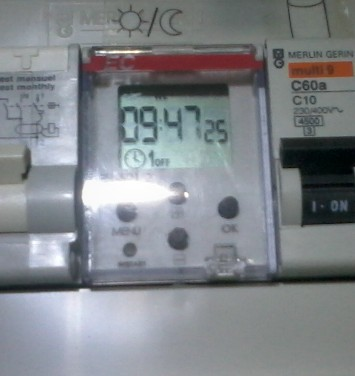
Тижневе реле часу електронне, програмоване РЧ-521 (Львів) з автоматичним переходом на зимовий / літній час

Реле́ часу (реле́ ви́тримки ча́су) — реле, що призначено для створення потрібної затримки, або декількох затримок у передаванні впливу, між окремими вузлами автоматичних пристроїв, або від одного пристрою до іншого, шляхом створення незалежної витримки(ок) часу для забезпечення певної послідовності роботи елементів схеми. Реле часу використовується у випадках, коли потрібно автоматично виконувати якусь дію не одразу після надходження сигналу керування, а за деякий заданий проміжок часу.

## Будова
У реле часу можна виділити три характерні частини:
- сприймальну, що забезпечує приведення реле у дію за надходження сигналу керування;
- уповільнювальну, котра створює задану витримку часу;
- виконавчу, яка здійснює вплив на об'єкт керування.

## Класифікація
Реле часу поділяються на реле затримки, та програмовані реле. Програмовані реле бувають електромеханічні (добові або тижневі) та електронні (тижневі, місячні та річні-астрономічні).
- За способом запуску розрізняють реле часу з електричним, гідравлічним, пневматичним та ручним керуванням.
- За видом вихідного сигналу реле часу бувають електричні, пневматичні та гідравлічні.
- За способом формування витримки, є реле часу з електричним, пневматичним, магнітним, механічним, електромеханічним, тепловим та гідравлічним сповільненнями.

Вибір виду реле часу проводиться залежно від принципу роботи автоматичних пристроїв (електричних, пневматичних чи гідравлічних; безперервної чи дискретної дії, тощо), умов експлуатації (робочі температури, частота вмикань, наявність вібрацій, підвищена вологість тощо), надійності та вартості реле часу.

## Електричні реле часу

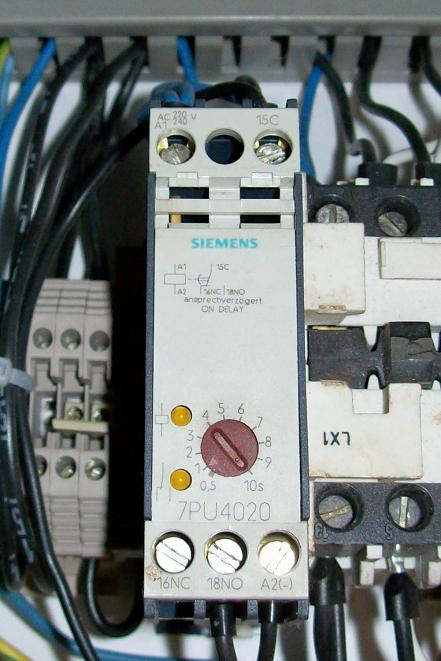
Реле затримки часу від 0,5 до 10 секунд (Німеччина)

Електричне реле часу — логічне електричне реле з нормованою витримкою часу.

### Реле з електромагнітною затримкою

Робота реле із затримкою спрацювання контакту на замикання

Робота реле із затримкою спрацювання контакту на розмикання

Реле часу з електромагнітною затримкою застосовуються лише за постійного струму. Окрім основної обмотки, реле цієї серії мають додаткову короткозамкнену обмотку, виконану з мідної гільзи. Під час зростання основного магнітного потоку, ним створюється струм у додатковій обмотці, який протидіє збільшенню основного магнітного потоку. У підсумку, сумарний магнітний потік зростає повільніше, час «зрушення» якоря зростає, чим забезпечується витримка часу на увімкнення. У разі вимкнення струму, у котушці, завдяки індуктивності короткозамкненого витка, магнітний потік у реле деякий час зберігається, та утримує якір.
Цей вид реле часу забезпечує витримку  під час увімкнення, від 0,07 с до 0,11 с, у разі вимкнення, від 0,5 с до 1,4 с.

### Реле з пневматичним сповільнювачем
Реле часу з пневматичним сповільнювачем, має спеціальний пристрій сповільнення — пневматичний демпфер. Регулювання витримки забезпечується зміною перерізу отвору дроселя для подавання повітря, зазвичай, за допомогою регулювального гвинта.
Цей вид реле часу забезпечує витримку від 0,4 до 180 секунд, з точністю спрацювання 10% від установленого значення.
Такі реле, найчастіше можуть використовуватися в електричних сушарках для рук.

### Реле часу з годинниковим або анкерним механізмом
Сучасні електромеханічні реле часу мають годинниковий механізм з кварцовою стабілізацією (+/- 1с за добу) і є програмованими. Програмування здійснюється переміщенням пластикових перетинок на циферблаті, відносно заздалегідь виставленого дійсного часу. Такі реле мають вбудований електричний акумулятор, завдяки чому, зберігають налаштовану програму до 150 годин, у разі пропадання напруги у мережі, тобто його живлення. Найменший проміжок програмування цих реле — від 15- 30 хвилин (для добових), до 2 годин (для тижневих), власне споживання електрики до 2 ВА. Такі реле можуть встановлюватися в електрощит на 35-міліметрову рейку. Як ваду електромеханічних реле з годинниковим механізмом, можна назвати доволі чутне клацання під час роботи, особливо виробництва невідомих фірм.
Реле часу з анкерним або годинниковим механізмом працює за рахунок енергії пружини, яка накручується під дією електромагніта і контакти реле спрацьовують лише після того, як анкерний механізм зробить відлік часу, що виставлений на шкалі.
Різновид таких реле застосовується в потужних (на струми в сотні і тисячі ампер) автоматичних вимикачах на

напругах 0,4…10 кіловольт. Складові частини подібного реле — механізм сповільнення і струмова обмотка, що накручує його пружину. Швидкість ходу механізму залежить від ступеня заведення 

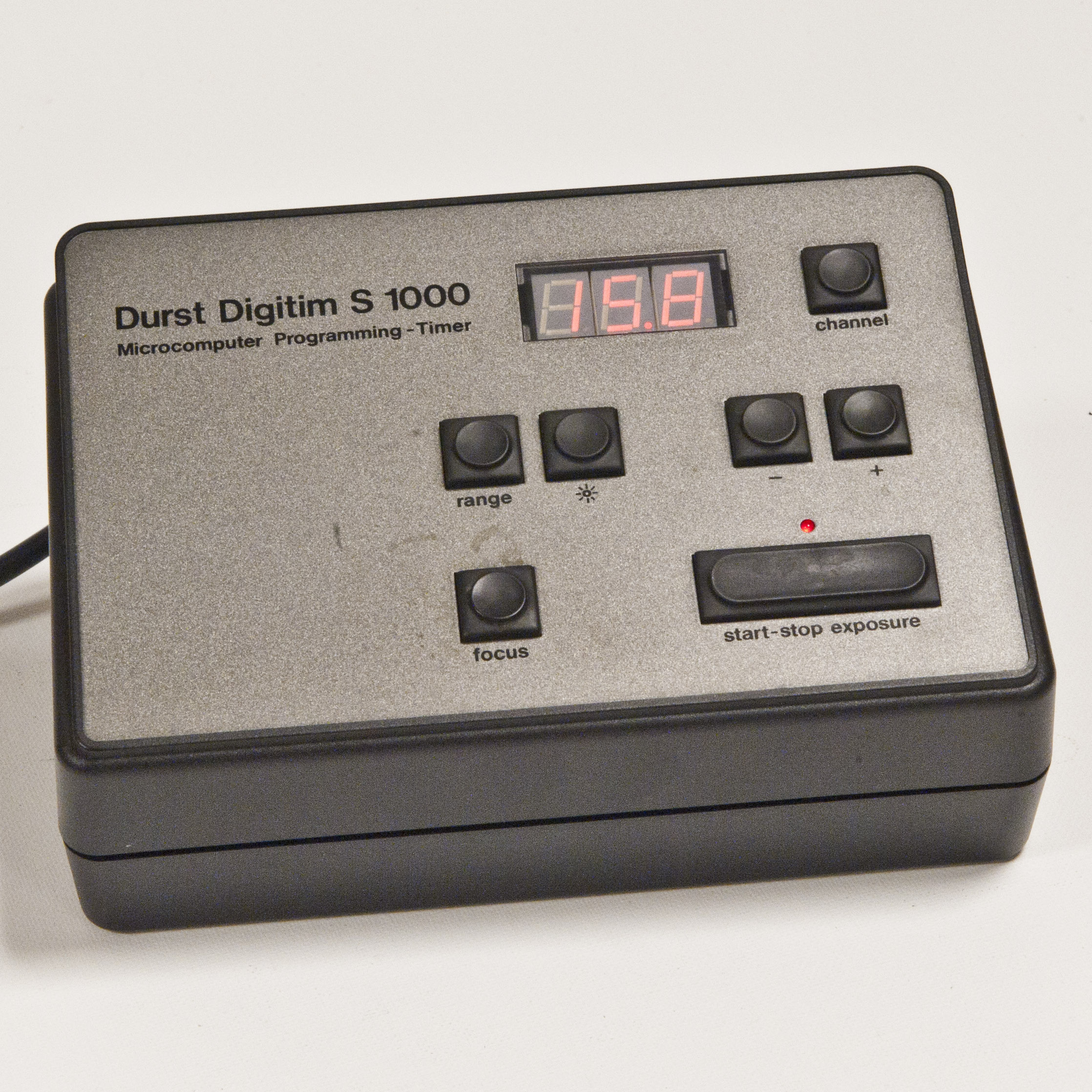
Електронне реле часу для увімкнення-вимкнення лампи фотозбільшувача

пружини, тобто від струму в обмотці, після закінчення ходу механізму викликає вимкнення автомата, й таким чином виконує функції теплового захисту від перевантажень, і не потребує у цьому разі корекції за температурою навколишнього повітря.
Цей тип реле часу забезпечує витримку  від 0,1 до 20 с з точністю спрацювання 10% від встановленого значення.

### Моторні реле часу
Моторні реле часу призначено для відліку часу від 10 с до декількох годин. Реле складається із синхронного двигуна, редуктора, електромагнітної муфти для зчеплення та розчеплення двигуна з редуктором, контактів.

### Електронніреле часу
Спосіб їх дії засновано на підрахунку електричних імпульсів, які виробляються генератором сталої частоти. Оскільки період проходження імпульсів постійний, то їх кількість пропорційна часу. Такі реле складаються з генератора імпульсів, керованого лічильника імпульсів і вихідного пристрою, що впливає на кероване коло. Лічильник налаштовується на задану кількість імпульсів, і таким чином можна забезпечити будь-яку витримку часу.

До появи недорогих мікроконтролерів, робота електронних реле часу ґрунтувалась на перехідних процесах у розрядному контурі RC чи RL. Сучасні реле часу відпрацьовують потрібну затримку, на основі програми керування у мікроконтролері. Електронні цифрові реле, можуть мати рідкокристалічний дисплей для зорової підтримки програмування, та декілька кнопок, за допомогою яких, можна легко запрограмувати його роботу (спрацювання перекидного контакту, декількох контактів у разі багатоканальних реле, або з'явлення сигналу — «1» чи «0» на його цифрових виходах) на добу, тиждень, місяць чи рік. Подібні реле мають вбудований акумулятор, який дозволяє зберігати задану програму у разі пропадання напруги, до шести тижнів. Власне споживання ними електрики — 1,5 вати. Перед початком налаштування цих реле, треба виставити кнопками дійсний час і відтак, програмувати. Найменший проміжок програмування електромеханічних реле часу та 

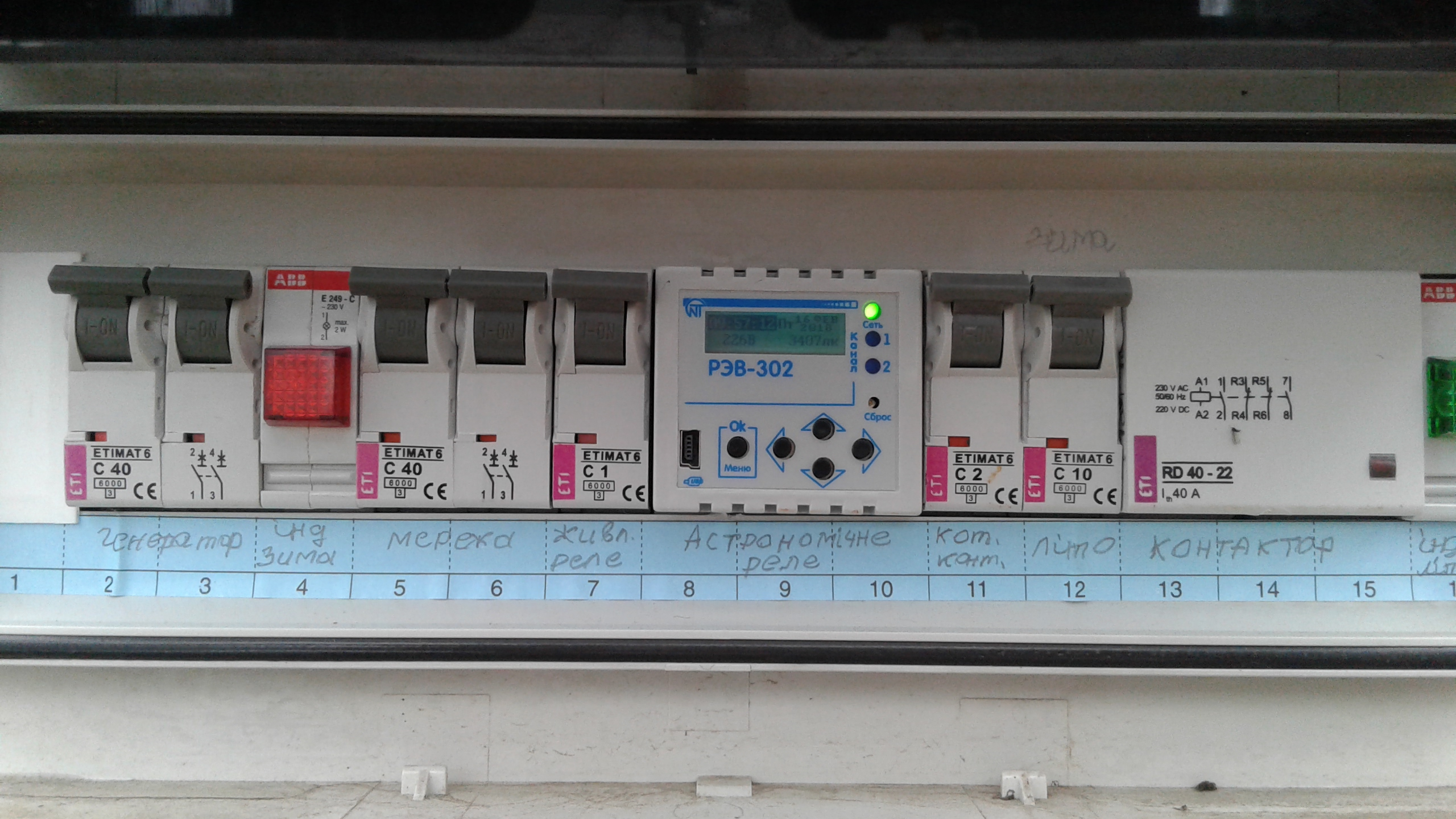
Програмоване річне електронне реле часу РЭВ-302 з вбудованим сутінковим вимикачем яке програмується з комп'ютера (Одеса)

електронних реле часу, зазвичай, дорівнює 1 хвилині, а електронних реле затримки часу — 0,1 секунди.
Електронні реле можуть монтуватися в електрощит на 35 — міліметрову рейку і працювати безшумно та дуже надійно. Станом на 2016 рік, найсучасніші реле з цифровими виходами, вже могли програмуватися за допомогою персонального комп'ютера та не потребувати технічного обслуговування, адже їм не потрібні внутрішні акумулятори (усі параметри зберігаються постійно), тобто мають, так звану, незникну пам'ять.
Прикладами використання реле часу, можуть бути: переведення роботи електричного бойлера, або іншого потужного споживача електрики на нічний час, з попередньою установкою зонного лічильника електричної енергії, вмикання-вимикання світла у певний час доби, та інше.